# Eritrese klifzwaluw
De Eritrese klifzwaluw (Petrochelidon perdita, synoniem: Hirundo perdita) is een zangvogel die behoort tot de familie van de zwaluwen. 

## Status
Deze vogel is alleen bekend van een in 1984 dood gevonden exemplaar op een eilandje voor de kust van Soedan. Verder is er niets bekend over deze vogel die nog nooit levend is waargenomen. Op de Rode lijst van de IUCN heeft deze soort daarom de status onzeker.